# Boxe nos Jogos Pan-Americanos de 2015 - Peso meio-pesado
A categoria meio pesado do boxe nos Jogos Pan-Americanos de 2015 foi disputada entre 19 e 25 de julho no Centro Esportivo Oshawa em Oshawa, Ontário.

## Calendário
Horário local (UTC-4).
| Data        | Horário | Fase             |
| ----------- | ------- | ---------------- |
| 19 de julho | 20:35   | Preliminares     |
| 21 de julho | 16:05   | Quartas-de-final |
| 23 de julho | 20:35   | Semifinal        |
| 25 de julho | 20:15   | Final            |

## Medalhistas
| Ouro   | CUB Julio César la Cruz                     |
| Prata  | VEN Albert Ramirez Duran                    |
| Bronze | COL Juan Carlos Carrillo MEX Rogelio Romero |

## Resultados

### Chave
|  | Preliminares               | Preliminares               | Preliminares |  |  | Quartas-de-final           | Quartas-de-final           | Quartas-de-final         |   |                         | Semifinal               | Semifinal               | Semifinal |  |  | Final | Final | Final |
|  |                            |                            |              |  |  |                            |                            |                          |   |                         |                         |                         |           |  |  |       |       |       |
|  |                            |                            |              |  |  |                            |                            |                          |   |                         |                         |                         |           |  |  |       |       |       |
|  |                            |                            |              |  |  | CUB Julio César la Cruz    | CUB Julio César la Cruz    | 3                        |   |                         |                         |                         |           |  |  |       |       |       |
|  | ECU Carlos Mina            | ECU Carlos Mina            | TKO R1 2:25  |  |  | ECU Carlos Mina            | ECU Carlos Mina            | 0                        |   |                         |                         |                         |           |  |  |       |       |       |
|  | BAR Adrian Biscette        | BAR Adrian Biscette        | 0            |  |  |                            |                            |                          |   | CUB Julio César la Cruz | CUB Julio César la Cruz | 3                       |           |  |  |       |       |       |
|  |                            |                            |              |  |  |                            | COL Juan Carlos Carrillo   | COL Juan Carlos Carrillo | 0 |                         |                         |                         |           |  |  |       |       |       |
|  |                            |                            |              |  |  | COL Juan Carlos Carrillo   | COL Juan Carlos Carrillo   | 3                        |   |                         |                         |                         |           |  |  |       |       |       |
|  |                            |                            |              |  |  | ARG Marcos Escudero        | ARG Marcos Escudero        | 0                        |   |                         |                         |                         |           |  |  |       |       |       |
|  |                            |                            |              |  |  |                            |                            |                          |   |                         | CUB Julio César la Cruz | CUB Julio César la Cruz | 3         |  |  |       |       |       |
|  |                            |                            |              |  |  |                            | VEN Albert Ramirez Duran   | VEN Albert Ramirez Duran | 0 |                         |                         |                         |           |  |  |       |       |       |
|  |                            |                            |              |  |  | CRC Jose Moya Hernandez    | CRC Jose Moya Hernandez    | 0                        |   |                         |                         |                         |           |  |  |       |       |       |
|  |                            |                            |              |  |  | MEX Rogelio Romero         | MEX Rogelio Romero         | 3                        |   |                         |                         |                         |           |  |  |       |       |       |
|  |                            |                            |              |  |  |                            |                            |                          |   | MEX Rogelio Romero      | MEX Rogelio Romero      | 0                       |           |  |  |       |       |       |
|  | BRA Michel de Souza Borges | BRA Michel de Souza Borges | 2            |  |  |                            | VEN Albert Ramirez Duran   | VEN Albert Ramirez Duran | 3 |                         |                         |                         |           |  |  |       |       |       |
|  | USA Steven Nelson          | USA Steven Nelson          | 1            |  |  | BRA Michel de Souza Borges | BRA Michel de Souza Borges | 0                        |   |                         |                         |                         |           |  |  |       |       |       |
|  |                            |                            |              |  |  | VEN Albert Ramirez Duran   | VEN Albert Ramirez Duran   | 3                        |   |                         |                         |                         |           |  |  |       |       |       |
|  |                            |                            |              |  |  |                            |                            |                          |   |                         |                         |                         |           |  |  |       |       |       |